# Tiro esportivo nos Jogos Pan-Americanos de 2015 - Carabina três posições 50 m feminino
A categoria da carabina três posições 50 m feminino foi um dos eventos do tiro esportivo nos Jogos Pan-Americanos de 2015, em Toronto. Foi disputada no dia 18 de julho no Pan Am Shooting Centre em Innisfil. 

## Calendário
Horário local (UTC-4)
| Data        | Horário | Fase         |
| ----------- | ------- | ------------ |
| 18 de julho | 9:15    | Qualificação |
| 18 de julho | 12:00   | Final        |

## Medalhistas
| Ouro   | CUB Eglis Yaima Cruz |
| Prata  | ARG Amelia Fournel   |
| Bronze | PUR Yarimar Mercado  |

## Resultados

### Qualificação
Participaram da competição 27 atiradoras. Para a final, se classificaram os 8 melhores.
| Pos. | Atiradora        | Nacionalidade            | Ajoelhado | Deitado | Em pé | Total   | Notas  |
| ---- | ---------------- | ------------------------ | --------- | ------- | ----- | ------- | ------ |
| 1    | Eglis Yaima Cruz | CUB Cuba                 | 196       | 196     | 192   | 584-29x | Q, EPR |
| 2    | Ana Ramirez      | ESA El Salvador          | 195       | 199     | 187   | 581-21x | Q      |
| 3    | Diliana Méndez   | VEN Venezuela            | 192       | 191     | 190   | 573-20x | Q      |
| 4    | Amanda Furrer    | USA Estados Unidos       | 189       | 197     | 186   | 572-23x | Q      |
| 5    | Alexis Martínez  | MEX México               | 193       | 196     | 183   | 572-21x | Q      |
| 6    | Yarimar Mercado  | PUR Porto Rico           | 189       | 197     | 185   | 571-22x | Q      |
| 7    | Hannah Black     | USA Estados Unidos       | 189       | 196     | 186   | 571-18x | Q      |
| 8    | Amelia Fournel   | ARG Argentina            | 194       | 193     | 182   | 569-17x | Q      |
| 9    | Nancy Leal       | MEX México               | 186       | 194     | 187   | 567-21x |        |
| 10   | Gabriela Lobos   | CHI Chile                | 188       | 194     | 185   | 567-17x |        |
| 11   | Sara Vizcarra    | PER Peru                 | 191       | 194     | 182   | 567-16x |        |
| 12   | Dianelys Pérez   | CUB Cuba                 | 190       | 190     | 186   | 566-19x |        |
| 13   | Maria Guerra     | GUA Guatemala            | 182       | 198     | 185   | 565-23x |        |
| 14   | Sharon Bowes     | CAN Canadá               | 188       | 192     | 185   | 565-19x |        |
| 15   | Diana Velasco    | GUA Guatemala            | 187       | 193     | 185   | 565-18x | A1     |
| 16   | Johana Pineda    | ESA El Salvador          | 189       | 194     | 182   | 565-18x |        |
| 17   | Dairene Marquez  | VEN Venezuela            | 190       | 192     | 183   | 565-17x |        |
| 18   | Shannon Westlake | CAN Canadá               | 187       | 194     | 180   | 561-14x |        |
| 19   | Sofia Padilla    | ECU Equador              | 186       | 193     | 179   | 558-12x |        |
| 20   | Amy Bock         | PUR Porto Rico           | 188       | 197     | 172   | 557-18x |        |
| 21   | Diana Cabrera    | URU Uruguai              | 184       | 196     | 176   | 556-13x |        |
| 22   | Rosane Ewald     | BRA Brasil               | 179       | 192     | 184   | 555-17x | A2     |
| 23   | Maria Andrade    | ECU Equador              | 181       | 190     | 184   | 555-14x |        |
| 24   | Yubelka Nouel    | DOM República Dominicana | 182       | 192     | 180   | 554-11x |        |
| 25   | Ana Garcia       | BOL Bolívia              | 175       | 188     | 185   | 548-11x |        |
| 26   | Raquel Gomes     | BRA Brasil               | 177       | 187     | 174   | 538-09x |        |
| 27   | Karina Vera      | CHI Chile                | 175       | 190     | 172   | 537-13x |        |

### Final
| Pos.              | Atiradora        | Nacionalidade      | Ajoelhado            | Deitado              | Em pé           | 1          | 2          | 3          | 4          | 5         | Total | Notas |
| ----------------- | ---------------- | ------------------ | -------------------- | -------------------- | --------------- | ---------- | ---------- | ---------- | ---------- | --------- | ----- | ----- |
| Medalha de ouro   | Eglis Yaima Cruz | CUB Cuba           | 151.5 50.5 51.2 49.8 | 303.9 49.6 50.8 52.0 | 403.2 50.1 49.2 | 413.2 10.0 | 421.8 8.6  | 432.1 10.3 | 442.1 10.0 | 451.7 9.6 | 451.7 | FPR   |
| Medalha de prata  | Amelia Fournel   | ARG Argentina      | 146.8 49.5 48.8 48.5 | 298.0 51.2 49.4 50.6 | 398.4 50.0 50.4 | 408.6 10.2 | 417.7 9.1  | 428.0 10.3 | 436.9 8.9  | 446.1 9.2 | 446.1 |       |
| Medalha de bronze | Yarimar Mercado  | PUR Porto Rico     | 147.5 48.7 47.1 51.7 | 298.8 49.8 50.9 50.6 | 399.9 49.9 51.2 | 410.2 10.3 | 419.5 9.3  | 428.9 9.4  | 435.2 6.3  |           | 435.2 |       |
| 4                 | Diliana Méndez   | VEN Venezuela      | 148.3 50.1 50.2 48.0 | 300.9 50.3 51.1 51.2 | 396.3 47.2 48.2 | 406.8 10.5 | 416.9 10.1 | 425.9 9.0  |            |           | 425.9 |       |
| 5                 | Hannah Black     | USA Estados Unidos | 149.6 50.2 50.3 49.1 | 299.6 51.8 50.2 48.0 | 396.8 49.6 47.6 | 406.6 9.8  | 415.7 9.1  |            |            |           | 415.7 |       |
| 6                 | Amanda Furrer    | USA Estados Unidos | 148.3 48.5 49.3 50.5 | 301.6 49.5 52.0 51.8 | 394.1 49.7 42.8 | 404.2 10.1 |            |            |            |           | 404.2 |       |
| 7                 | Ana Ramirez      | ESA El Salvador    | 147.5 46.8 49.6 51.1 | 298.6 49.9 50.5 50.7 | 393.2 47.9 46.7 |            |            |            |            |           | 393.2 |       |
| 8                 | Alexis Martínez  | MEX México         | 149.4 49.8 49.4 50.2 | 301.2 49.0 51.2 51.6 | 390.2 40.5 48.5 |            |            |            |            |           | 390.2 |       |